# Euphorbia marsabitensis
Euphorbia marsabitensis är en törelväxtart som beskrevs av Susan Carter. Euphorbia marsabitensis ingår i släktet törlar, och familjen törelväxter. Inga underarter finns listade i Catalogue of Life.

## Bildgalleri

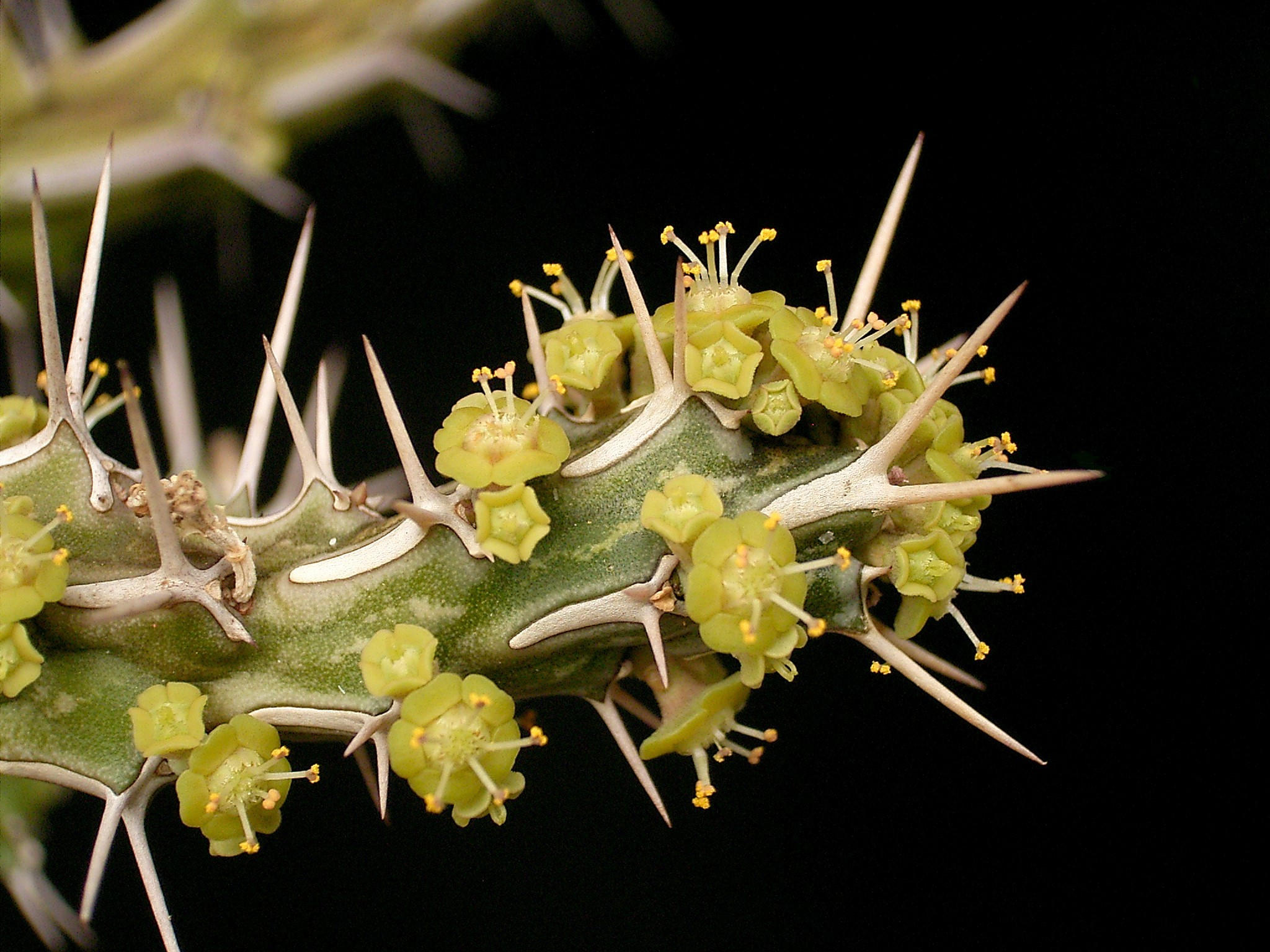
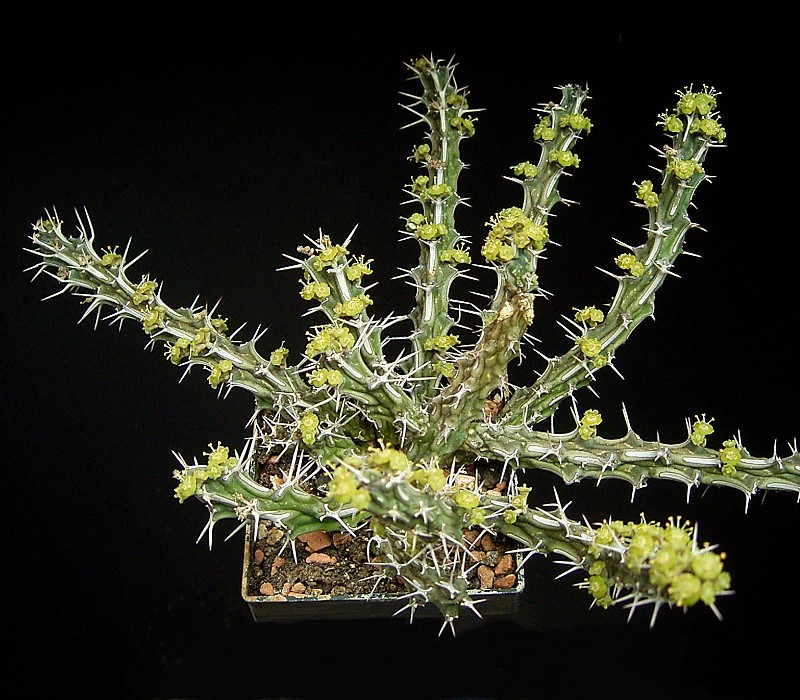
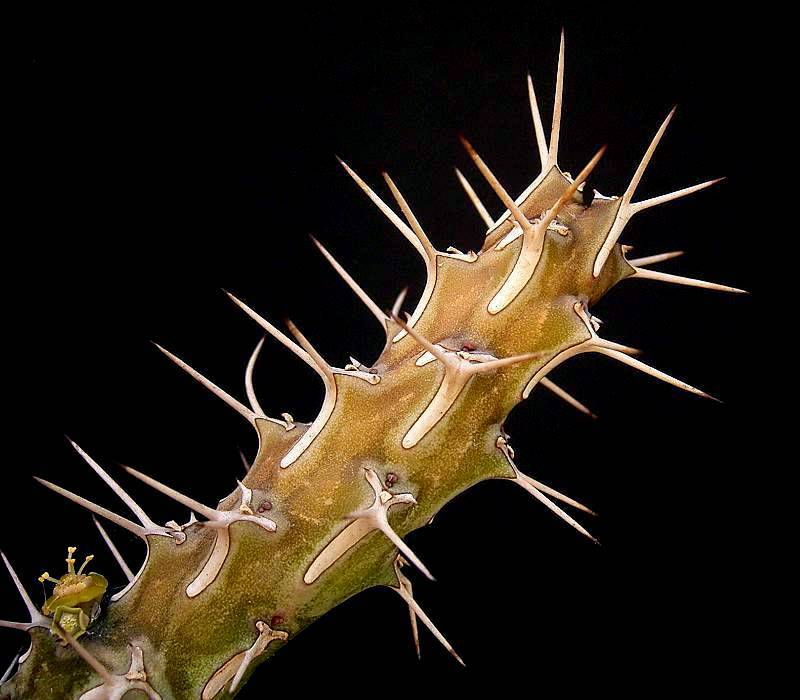
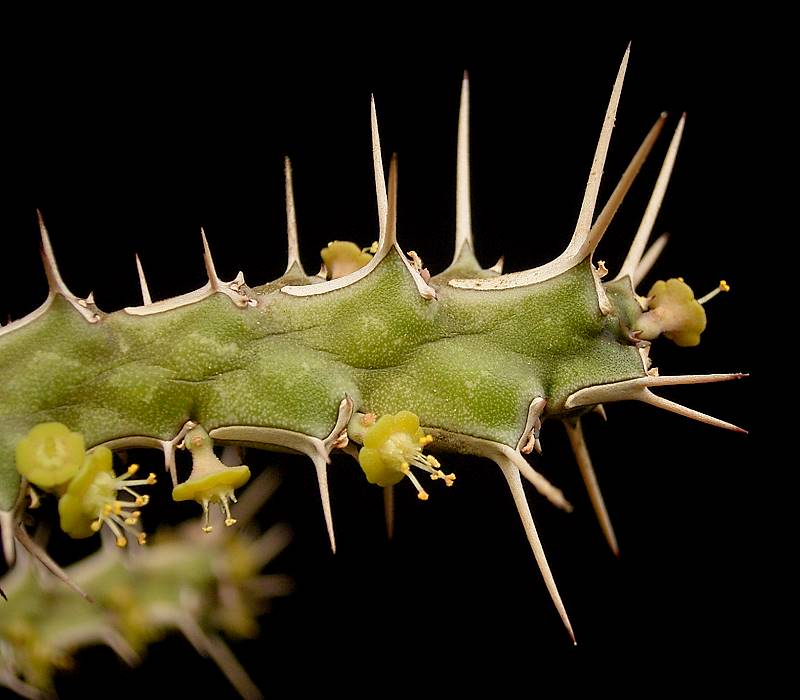